# 大面街道
大面街道，是中华人民共和国四川省成都市龍泉驛區下辖的一个乡镇级行政单位。

## 行政区划
大面街道下辖以下地区：
龙锦苑社区、民乐社区、东洪社区、洪柳社区、玉石社区、陵川社区、龙华社区、好日子社区、天鹅湖村、龙安村、青台山村和分水村。